# Balafon

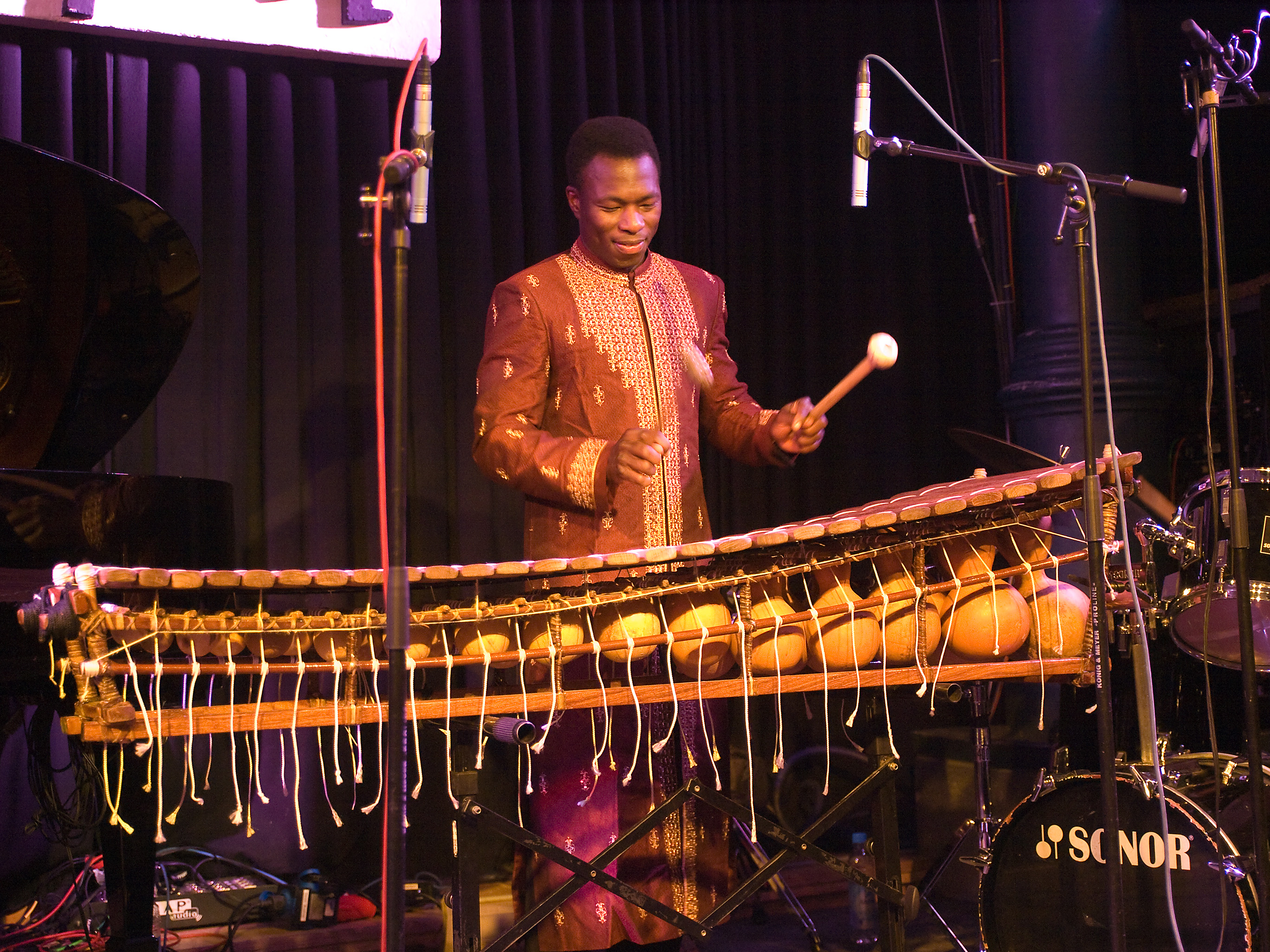
Aly Keïta trakterar balafon

Balafon är ett afrikanskt musikinstrument som påminner om xylofonen. Några kända musiker som använt sig av balafon är bland annat Gert Kilian, Mory Kanté och Rokia Traoré. Instrumentet använder sig av en träram med kalebasser av olika storlekar som resonanslådor under tangenterna.